# Redvaldo de Estanglia
Raedwald, hijo de Tytila, fue Rey de los Anglos del Este desde el 600 hasta el año de su muerte en el 624. Aproximadamente a partir del 616, se convirtió en el gobernante inglés más poderoso al sur del río Humber, colocando mediante la acción militar a una persona de su confianza en el trono de Northumbria. Fue el primer gobernante de Estanglia en recibir una educación cristiana y el bautismo (de la misión de Canterbury), asegurando supervivencia durante la apostasía de Essex y Kent. A finales del siglo IX, en Las Crónicas Anglosajonas se le designa como Bretwalda.

## Cronología
La primera y más completa fuente de información sobre Raedwald es Beda en su Historia ecclesiastica gentis anglorum, que sitúa su reinado entre la llegada a Kent de la misión agustina y el matrimonio y conversión de Edwin de Northumbria (625-26). Una serie de anales pertenecientes a posteriores compilaciones, grabaron dos veces su muerte: en el 599 y el 624. De todas formas, es probable que el anal que se refiere al año 599, indicara la muerte de su padre Tytila y la ascensión al trono de Raedwald.

## Contexto del reino de Raedwald
Durante la juventud de Raedwald, las casas gobernantes en otros reinos se consolidaron. Ethelberto de Kent (que gobernó entre el 560 al 616), se casó con Berta, hija del gobernante franco Cariberto de París. Ceawlin de Wessex, el más poderoso gobernante al sur del Humber, rechazó las incursiones de Etelberto de Kent hasta el 584 cuando, tras pelear contra los britanos, su poder menguó y subió la autoridad del rey de Kent. En Mercia, la borrosa figura de Creoda, descendiente de Icel de Mercia, dio comienzo al poderío de su familia.
Al norte del Humber, los reinos de Deira (con capital en York), y Bernicia (con capital en Bamburgh), eran dirigidos por dinastías rivales. Aella de Deira estuvo en el trono hasta su muerte en el 588, dejando como herederos a una hija, Acha, un hijo, Edwin, y posiblemente algún otro hijo. La dinastía berniciana, emparentada con la de Wessex, fue ganando superioridad. Por ello, Edwin pasó su juventud en la corte de Cadfan ap Iago de Gwynedd. El Rey de Bernicia, Etelfrido, consiguió, a lo largo de varias guerras, consolidar el estado de Northumbria, consiguiendo para sí, cerca del año 604, el dominio de Deira.

## La familia de Raedwald
Según Beda, Raedwald desciende de Wuffa, el fundador epónimo de la dinastía Wuffinga. Nacido cerca del 560 o del 580, fue el hermano, probablemente mayor, de Eni. En la década de 590 se casó con una mujer de costumbres paganas y altos valores morales cuyo nombre se desconoce. Con ella tuvo dos hijos, Raegenhere (¿el mayor?) y Eorpwald. Además, Raedwald tuvo otro hijo o hijastro llamado Sigeberht. 
No se encuentra el nombre "Sigeberht" en la dinastía Wuffinga, pero es muy común en la dinastía de los Sajones del Este. Sledd de Essex, que gobernó desde cerca del 587 al 604, se casó con Ricula, hermana de Ethelberto de Kent. Este apoyó la ascensión al trono de Essex de su sobrino Saeberht, hijo de Sledd. Ambos reyes, Etelberto y Saeberht, se convertirían al cristianismo poco después. En los textos de Guillermo de Malmesbury se sugiere que la mujer de Raedwald pudo estar casada en un principio con alguien de esta familia y, por lo tanto, como se indica más arriba, Saeberht sería hijastro de Raedwald. Saeberht, quien creció educado por costumbres paganas, se ganó la enemistad de Raedwald y se exilió a las Galias, probablemente para proteger su propio linaje.

## Los comienzos del reinado de Raedwald
Si esta suposición es correcta, el matrimonio de Raedwald lo introduciría dentro de la esfera de Kent y Essex, pero conservando su independencia. En esta época, el hecho más importante fue la llegada de Agustín de Canterbury, enviado por el Papa Gregorio Magno, y la conversión, a principios del siglo VII, de Etelberto de Kent y de Saeberto de Essex, además del establecimiento de obispados en Kent y Essex. 
Raedwald recibiría su sacramento cristiano en Kent, seguramente ante la invitación de Etelberto. La fecha exacta de esta iniciación se desconoce. De este modo, Raedwald se alineaba con el sistema de autoridad de Etelberto. Beda afirma que, incluso durante la vida de Etelberto, Raedwald afianzaba el liderazgo en el sur de Inglaterra de su nación de los Anglos del Este.
En Anglia oriental, su conversión no fue aceptada ni por su familia, ni tampoco por su esposa. Ella y sus maestros paganos, le persuadieron para que su compromiso hacia su nueva fe no fuera tan estricto. Por lo tanto, en su templo existirían dos altares: uno dedicado a Cristo, y otro para las deidades adoradas por sus antepasados.

## El exilio de Edwin
Etelfrido, el constructor del reino de Northumbria, se había casado con Acha, hija de Aella de Deira, y perseguía a su cuñado Edwin, que en ese momento se encontraba en el exilio, para matarlo, ya que era un rival directo como pretendiente al trono de Deira. Edwin se encontraba bajo la protección de Cearl de Mercia, gobernante de Mercia. Se había casado con su hija y tenido con ella dos hijos. El primo de Edwin, Hereric, exiliado en el reino de Elmet, fue asesinado en dicho lugar. Edwin, viéndose en peligro, deambuló por varios reinos como fugitivo, hasta que encontró la protección de Raedwald en Estanglia.
Raedwald le recibió con los brazos abiertos y prometió protegerle, permitiéndole una estancia agradable en su reino. Esta noticia llegó a oídos de Etelfrido, quien ofreció mucho dinero a Raedwald para acabar con la vida de Edwin. El rey de Estanglia rechazó la oferta. Etelfrido insistió una segunda y una tercera vez, prometiendo grandes cantidades de plata y amenazando con la guerra de no cumplirse sus deseos.

## La deliberación sobre la guerra
A Edwin se le ofreció la oportunidad de escapar, pero la rechazó. Entonces recibió la visita de un desconocido que conocía los planes de Raedwald de ir a la guerra. Un documento escrito en Whitby, afirma que este personaje era Paulino de York. Le ofreció a Edwin la esperanza, mediante el apoyo de Raedwald, de que algún día llegaría a sentarse en un trono.
El apoyo del rey de Estanglia no se hubiese realizado de no haber estado contemplando el ir a la guerra y de no haber previsto el futuro poder de Northumbria. En ese momento, la mujer de Raedwald le recriminó que un rey no debía traicionar su palabra y tampoco poner en peligro a un amigo por oro. Por su parte, Edwin aseguró a Paulino que, si obtenía la victoria y subía al poder, aceptaría sus enseñanzas religiosas. Tras partir los embajadores de su reino, Raedwald decidió finalmente ir a la guerra.

## La batalla del río Idle (616)
Rápidamente, Raedwald formó un gran ejército y marchó al norte para enfrentarse a Etelfrido antes de que este lograse reunir todas sus fuerzas. La influencia de Raedwald en Lindsey se percibe en el hecho de que se encontrase con Etelfrido justo al cruzar el río Trent, la frontera oeste de Lindsey, en la orilla este del río Idle, entre Gainsborough y Bawtry. En esta batalla fallecieron el propio Etelfrido y el hijo de Raedwald, Raegenhere. Por consiguiente, Edwin sucedió a Etelfrido en el trono de Northumbria y los hijos de este tuvieron que partir al exilio entre pictos y escotos.
En un relato sobre la batalla realizado por Enrique de Huntingdon, se afirma que el ejército de Raedwald estaba, como en una legión romana, formado por tres formaciones, liderada cada una por Raedwald, Raegenhere y Edwin. Ya que el ejército de Nortumbria contaba con más soldados experimentados, Etelfrido decidió atacar en formación abierta. Al ver a Raegenhere, quizá pensando que se trataba de Edwin, atacaron su formación, matándolo. Un Raedwald furioso logró romper las filas northumbrias y asesinar a Etelfrido, además de infligir un gran número de bajas al ejército de su enemigo.

## El Imperium de Raedwald
Aproximadamente en la época de esta batalla o un poco después, Etelberto de Kent moría siendo sucedido por su hijo Eadbaldo, que no era cristiano. Saeberto de Essex también había muerto y sus tres hijos se repartieron el reino bajo un gobierno pagano, expulsando al obispo Melito de Canterbury. La totalidad de la misión de Canterbury se había trasladado a las Galias para mayor seguridad. Por consiguiente, el único altar real cristiano en este período era el de Raedwald. Ya en la época de la muerte de este, la misión en Kent estaba totalmente restablecida.
Beda reconoció a Raedwald como el sucesor del imperium de Ceawlin y Etelberto de Kent. También lo llamó Rex Anglorum o "Rey de los Anglos". Gracias a la deuda que Edwin tenía con él, Raedwald se convirtió en una persona con influencia en el reino de Northumbria y, muy probablemente, apoyó a Edwin en su deseo de controlar Bernicia. La autoridad de Raedwald en Kent no fue conseguida posteriormente por Edwin. Este conseguiría el imperium tras la muerte de Raedwald, cumpliendo su promesa de convertirse al cristianismo y casándose con la hermana de Eadbaldo de Kent.

## Gipeswic
Alrededor del primer cuarto del siglo VII, las zonas portuarias de Gipeswic (Ipswich) comenzaron a convertirse en importantes centros comerciales, recibiendo importaciones de cerámica y, probablemente, otras mercancías provenientes de Renania y de la Galia merovingia. Es de suponer que este importante desarrollo tuvo lugar bajo supervisión real. Aunque llevó a Gipeswic unos cien años el conseguir desarrollarse y conseguir el estatus de villa, sus comienzos como asentamiento reflejan la importancia de Raedwald durante su supremacía.
Con la excepción de una tumba en la que se encontraron bastantes objetos probablemente pertenecientes a un visitante de Renania, los objetos extraídos de las demás tumbas encontradas en su cementerio, incluyendo pequeños túmulos funerarios, no son particularmente ricos o elaborados y carecen de la fuerte caracterización de los objetos de finales del siglo sexto hallados en el vecino cementerio de Hadleigh Road.

## Raedwald y Sutton Hoo

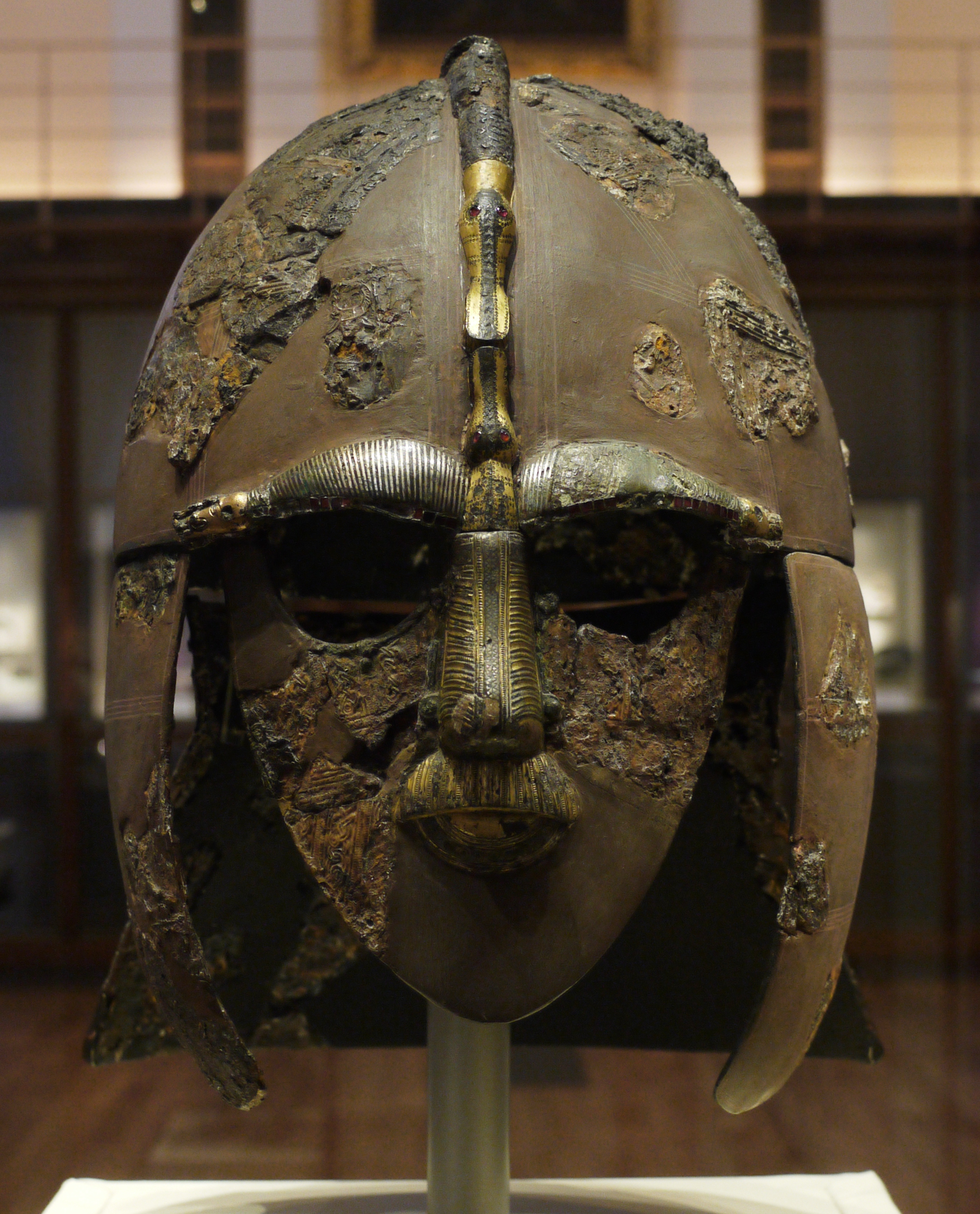
Casco del tipo spangenhelm hallado en Sutton Hoo, similar a los usados en la era de Vendel en Suecia. Sutton Hoo podría marcar el lugar de enterramiento de Raedwald.

No se puede probar que el monumento funerario en forma de barco de Sutton Hoo fuese en honor a Raedwald. Sin embargo, Raedwald es el candidato más probable, aunque otros hayan sido sugeridos.
Las pruebas realizadas demuestran que el personaje que está allí enterrado, vivió en la época de Raedwald. El equipamiento corporal de color dorado y granate, fue producido por un orfebre con una técnica igual o mejor a cualquiera usada en Europa, y fue diseñado para proyectar una imagen de poder imperial. Los objetos de plata hallados en la tumba son únicos para ese período en Europa y la inclusión de tazones y cucharas, que han sido interpretados como regalos bautismales, no entra en conflicto con la historia de la conversión de Raedwald.
El propio ritual funerario en forma de barco y las fuertes conexiones de la armadura con objetos similares de la era de Vendel, sugieren conexiones genealógicas del tipo que se describen en el poema Beowulf. Beda nos relata cómo, tras pasar treinta años desde el funeral, Sutton Hoo, y en especial Rendlesham, fue objeto del patrocinio por parte de familiares herederos de Raedwald.
La interpretación del reino y de la autoridad de Raedwald a través de los objetos y del funeral, requiere de una opinión personal que no debe ser dada en absoluto. Aun así, el ensamblaje refleja más allá de toda duda la espectacular riqueza, los contactos y la cultura del personaje de Anglia Oriental más poderoso de su época. En este periodo y en el contexto inglés no existe testimonio comparable.

## Lectura adicional
- The Venerable Bede, Historia Ecclesiástica Gentis Anglorum, ed. B. Colgrave and R.A.B. Mynors (Oxford 1969).
- R.L.S. Bruce-Mitford, Aspects of Anglo-Saxon Archæology: Sutton Hoo and other discoveries (London 1974).
- R.L.S. Bruce-Mitford, The Sutton Hoo Ship-Burial (Vol I) (London 1975).
- J. Campbell, The Impact of the Sutton Hoo Discovery, in The Anglo-Saxon State (Hambledon & London, London, 2000). ISBN 1-85285-176-7
- D. Dumville, 1976, The Anglian Collection of royal genealogies and regnal lists, Anglo-Saxon England 5, 23-50.
- N.J. Higham, Rædwald, in M. Lapidge et al (eds), The Blackwell Encyclopedia of Anglo-Saxon England (Blackwell, London 1999). ISBN 0-631-22492-0
- D.P. Kirby, The Earliest English Kings (london 1991).
- S. Newton, The origins of Beowulf and the Pre-Viking Kingdom of East Anglia (Cambridge 1993).
- S. Newton, The Reckoning of King Rædwald (Brightlingsea 2003).
- S. Plunkett, Suffolk in Anglo-Saxon Times (Tempus 2005).
- F.M. Stenton, 1959, The East Anglian Kings in the seventh century, in P. Clemoes (ed.), The Anglo-Saxons: Studies presented to Bruce Dickens (London 1959).
- B. Yorke, Kings and kingdoms of early Anglo-Saxon England (London 1990).

| Predecesor: Totila de Estanglia | Rey de Estanglia 600 – 624 | Sucesor: Eorpwaldo de Estanglia |

- Datos: Q468836
- Multimedia: Rædwald of East Anglia / Q468836